# Microlipophrys dalmatinus
Microlipophrys dalmatinus е вид бодлоперка от семейство Blenniidae. Видът не е застрашен от изчезване.

## Разпространение и местообитание
Разпространен е в Албания, Алжир, Босна и Херцеговина, Гибралтар, Гърция (Егейски острови и Крит), Испания, Италия (Сардиния и Сицилия), Мароко, Монако, Португалия, Словения, Тунис, Турция, Франция, Хърватия и Черна гора.
Обитава крайбрежията на полусолени водоеми, океани и морета. Среща се на дълбочина от 1 до 2 m.

## Описание
На дължина достигат до 4,1 cm.